# Luka Sandmayr
Luka-Nils Sandmayr (* 17. September 1999) ist ein österreichischer Fußballspieler.

## Karriere
Sandmayr begann seine Karriere beim FC Red Bull Salzburg. Im April 2009 wechselte er in die Jugend des SV Austria Salzburg. Zur Saison 2016/17 rückte er in den Kader der zweiten Mannschaft der Salzburger. Zur Saison 2017/18 wurde er in den Kader der ersten Mannschaft der Austria übernommen, für die er im August 2017 in der viertklassigen Salzburger Liga debütierte. Für Salzburg kam er zu 57 Viertligaeinsätzen, ehe er mit dem Verein 2019 in die Regionalliga Salzburg aufstieg. In weiterer Folge kam er zu 117 Regionalligaeinsätzen, ehe er mit Austria Salzburg 2025 in die 2. Liga aufstieg.
Sein Debüt in der 2. Liga gab Sandmayr im August 2025, als er am dritten Spieltag der Saison 2025/26 gegen den SK Rapid Wien II in der 69. Minute für Matthias Theiner eingewechselt wurde.